# Красный Остров (Ленинградская область)
Красный Остров (до 1948 года Сааренпяа, фин. Saarenpää) — упразднённый посёлок на территории Приморского городского поселения Выборгского района Ленинградской области.

## Название
В переводе с финского Сааренпяа означает «окраина острова».
В начале 1948 года постановлением общего собрания колхозников деревня была переименована в рыболовецкий посёлок Красный Остров.

## История
В начале XX века основным занятием жителей деревни было судостроение.
Во время Первой мировой войны на острове Большой Берёзовый был построен форт Сааренпяа. В 1920-е годы форт был усилен шестью 254-мм дальнобойными орудиями, в юго-восточной части острова было построено несколько пулемётных ДОТов.

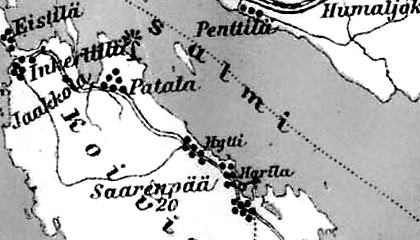
Деревня Сааренпяа на финской карте 1923 года

До 1939 года деревня Сааренпяа входила в состав волости Койвисто Выборгской губернии Финляндской республики. По данным на этот год в деревне было 159 дворов, действовали предприятия: Выборгское кооперативное общество, магазин Матикка, кузница, кооперативный магазин Сааренпяа, засолочный цех, лесопильня и мельница.
В ходе боевых действий 1939—1940 годов большая часть деревни пострадала в результате бомбардировок.
Согласно выписке из протокола заседания депутатов Леноблисполкома от 1 августа 1940 года в составе Койвистовского района был образован Бьёркский поселковый совет в составе: Саарянпяя (центр поссовета), Патола, Хютти и Эйстиля. Решением исполнительного комитета Леноблсовета от 12 ноября 1940 года центром поссовета утверждено селение Патола.

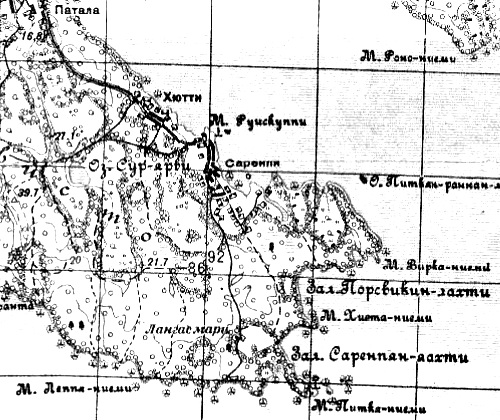
Деревня Сааренпяа (Саренпя) на советской карте 1940 года.

16 ноября 1940 года на острове был образован рабочий посёлок Бьёркский.
С 1 января 1940 года по 30 сентября 1948 года рабочий посёлок Бьёркский — в составе Бьёркского поссовета Койвистовского района.
В 1940—1941 годах на острове размещался советский 22-го отдельный артдивизион. Гарнизон был эвакуирован в Кронштадт 27 октября 1941 года. Остров вновь был занят советскими войсками 23 июня 1944 года.
С 1 августа 1941 года по 31 мая 1944 года — финская оккупация.
В сентябре 1944 года возобновил свою деятельность Бьёркский поселковый совет.
Весной 1945 года, когда в деревне Сааренпяа оставалось полтора десятка целых зданий, в деревню прибыли 15 семей колхозников из Ярославской области для работы во вновь организованной рыболовецкой артели «имени Жданова». Позднее из этой артели был организован одноимённый рыболовецкий колхоз, с которым в 1950 году объединили колхоз «Красный Остров».
В начале 1948 года деревня Сааренпяа была переименована в посёлок Красный Остров. Указом Президиума ВС РСФСР от 01.10.1948 года «О переименовании районов, городов, рабочих посёлков и сельских Советов Ленинградской области» рабочий посёлок Бьеркский был переименован в рабочий посёлок Красноостровский. Указом Президиума ВС РСФСР от 13.01.1949 года «О переименовании населённых пунктов Ленинградской области» были переименованы населённые пункты Красноостровского поссовета: Лангасмари в Островное, Эйстиля и Инкерттиля в Петровское, Патала в Печерское, Хютти в Рыбачье, сведения о переименовании деревни Сааренпяа не приведены.
С 1 октября 1948 года рабочий посёлок Красноостровский находился в составе Красноостровского поссовета Приморского района.
С 1 июня 1954 года — в составе Красноостровского поссовета Рощинского района.
С 1 января 1957 года — в составе Красноостровского поссовета Выборгского района.
В 1959 году население посёлка Красноостровский насчитывало 552 человека, в том числе 255 мужчин и 297 женщин.
С 1 февраля 1963 года — в подчинении Выборгского горсовета.
С 1 января 1965 года — вновь в составе Выборгского района.
Решением Леноблисполкома от 18 октября 1965 года рабочий посёлок Красноостровский был отнесен к категории сельских поселений.
По данным 1966, 1973 и 1990 годов в подчинении Приморского горсовета находился посёлок под названием Красный Остров.
Рыболовецкий колхоз «имени Жданова» просуществовал до 1977 года. Затем его объединили с рыболовецким колхозом «имени Ленина», который был ликвидирован в 1996 году.
В 1997 году в посёлке Красный Остров Приморского горсовета проживал 1 человек, в 2002 году в посёлке не было постоянного населения.
Упразднён на основании областного закона № 120-оз от 28 декабря 2004 года в связи с отсутствием жителей.

## География
Посёлок расположен в западной части района на острове Большой Берёзовый.
Расстояние до административного центра поселения — 15 км.
Посёлок находится на берегу пролива Бьёркезунд.